# Herbert Read
Herbert Edward Read (Kirbymoorside, 1893 – 1968) è stato un poeta e critico letterario britannico.

## Biografia
Definirlo unicamente poeta è riduttivo, in quanto il suo spazio culturale è vastissimo e va dalla filosofia alla storia dell'arte, sia come studio particolari che come sconfinamento nel campo dell'analisi psichica, alla politica sia come studioso che come militante: infatti è un pacifista convinto nella seconda guerra mondiale e la sua filosofia relativa all'argomento è legata all'impostazione anarchica.
La sua figura negli anni 1950 è accanto a quelle di Thomas Eliot e di George Orwell. Dopo la morte del padre è messo in una scuola per orfani di Halifax, sedicenne lavora in una banca di Leeds e, studiando di sera, si laurea all'università di Leeds frequentata dal 1911 al 1914. La intrapresa attività di poeta fu interrotta bruscamente nel corso della prima guerra mondiale, dopo la pubblicazione di Chaos (1915). Read combatté in Belgio e Francia, raggiunse il grado di capitano e fu decorato per il valore dimostrato. Durante la guerra fonda con Rutter un giornale con cui attacca le posizioni britanniche conservatrici. Dopo la guerra lavora in diversi settori ed approfondisce la conoscenza di Kropotkin e Jung. La sua produzione letteraria va di pari passo anche con attività derivante dai settori professionali di cui si occupa, compresa la cura di importanti mostre. Alla fine della seconda guerra mondiale, dove ha assunto posizioni di pacifista militante, e maggiormente attorno agli anni cinquanta, abbandona alcune sue inclinazioni verso il marxismo, rimanendo comunque un progressista. In quel periodo si occupa di vari settori di lavoro letterario da lui sviluppati. Più dettagliatamente, in ambito localistico e quindi ristretto, alcune sue intuizioni riguardanti lo studio sull'arte e l'aggressività, rielaborate e sviluppate, sono state utilizzate come parte del sostrato di studio psichico per la preparazione di interventi validi per appoggio e studio terapeutico a Genova presso Museattivo Claudio Costa

## Opere
Vi sono ancora molte opere inedite e che verranno pubblicate
- Songs of Chaos, 1915
- Naked Warriors, 1919
- Ecloques, 1919
- Mutations of the Phoenix, 1923
- ed. Speculations by T.WE. Hulme, 1924
- English Poetry, 1924 (with B. Rackham)
- In Retreat, 1925
- Reason and Romanticism, 1926
- English Stained Glass, 1926
- Collected Poems, 1926
- English Prose Style, 1928
- Phases of English Poetry, 1928
- The Sense of Glory, 1929
- Staffordshire Pottery Figures, 1929
- Julien Benda and the New Humanism, 1930
- Wordsworth, 1930
- The Meaning of Art, 1930 (first Am. ed. The Anatomy of Art, 1932)
- Ambush, 1930
- Form in Modern Poetry, 1932
- Art Now, 1933
- The Innocent Eye, 1933
- Art and Industry, 1934
- Henry Moore, Sculptor, An Appreciation, 1934
- Essential Communism, 1935
- Selected Essays and Critical Writings by A.R. Orage, 1935 (with D. Saurat)
- The Green Child, 1935
- Surrealism, 1935
- Five on Revolutionary Art, 1935 (ed. by B. Rea)
- Poems, 1914-1934, 1935
- Art and Society, 1936
- In Defence of Shelley and Other Essays, 1936
- Art and Society, 1937
- Collected Essays in Literary Criticism, 1938 (as The Nature of Literature, 1956)
- Poetry and Anarchism, 1938
- Annals of Innocence and Experience, 1940
- Thirty-Five Poems, 1940
- To Hell with Culture, 1941
- Education Through Art, 1943
- The Politics of the Unpolitical, 1943
- The Education of Free Men, 1944
- Paul Nash, 1944
- A Coat of Many Colours, 1945
- Collected Poems, 1946
- The Grass Roots of Art, 1947
- Klee, 1948
- The Psychopathology of Reaction in the Arts, 1948
- Education for Peace, 1949
- Gauguin, 1949
- Coleridge as Critic, 1949
- Existentialism, Marxism and Anarchism, 1949
- Contemporary British Art, 1951
- Art and Evolution of Man, 1951
- The Philosophy of Modern Art, 1952
- The True Voice of Feeling, 1953
- The Collected Works of C.G. Jung, 1953-1979 (20 vols., with M. Fordham)
- Anarchy and Order, 1954
- Icon and Idea, 1955
- Moon's Farm and Poems Mostly Elegiac, 1955
- The Art of Sculpture, 1956
- The Tenth Muse, 1957
- A Concise History of Modern Painting, 1959
- Kandinski, 1959
- The Parliament of Women, 1960
- The Forms of Things Unknown, 1960
- Creative Arts in American Education, 1961 (with T. Munro)
- Truth is More Sacred, 1961 (with Edward Dahlberg)
- Aristotle's Mother, 1961
- A Letter to a Young Painter, 1962
- ed.: The Acanthus History of Sculpture, 1962 - (4 vols., with H.D. Molesworth)
- Lord Byron at the Opera, 1963
- The Contrary Experience, 1963
- To Hell with Culture, and Other Essays on Art and Society, 1963
- Selected Writings, 1963
- A Concise History of Modern Sculpture, 1964
- Henry Moore, 1965
- The Origins of Form in Art, 1965
- Collected Poems, 1966
- ed.: Encyclopedia of the Arts, 1966 (rev. as The Thames and Hudson Dictionary of Art and Artists, 1985)
- Poetry and Experience, 1967
- Art and Alienation, 1967
- Selected Works of Miguel de Unamuno, 1967- (with others)
- Arp, 1968
- The Meaning of Art, 1968 (rev. ed.)
- Essays in Literary Criticism, 1969
- The Cult of Sincerity, 1969
- The Correspondence of Sir Herbert Read, 1969 (pub. in S. Berne's The Unconscious Victorous and Other Stories)
- The Redemption of the Robot, 1970
- Pursuits and Verities, 1983
- A One-Man Manifesto and Other Writings for Freedom Press, 1994